# علی‌اصغر بیانی
علی‌اصغر بیانی (۱۸ اسفند ۱۳۳۰ در تهران – ۱۰ بهمن ۱۳۹۸ در خور و بیابانک) معلم، آهنگساز و نوازندهٔ ایرانی و معاون هنری فرهنگستان هنر ایران بود.

## زندگی
بیانی تحصیلاتش را در دانشکده هنرهای زیبای دانشگاه تهران در رشته هنرهای تجسمی به انجام رساند و در همان زمان به فراگیری موسیقی مشغول شد. او ردیف میرزا عبدالله را نزد محمدرضا لطفی آموخت و از ردیف‌دانانی بود که موسیقی را به روش شفاهی و با توجه به اصول و مبانی سنتی آن آموزش می‌داد. بیانی سال‌های متمادی به پژوهش در موسیقی مقامی ایران پرداخت و مسئول گروه تحقیق موسیقی خراسان در مرکز پژوهش‌های فرهنگی بود. از مسئولیت‌های هنری دیگر او می‌توان از عضویت در شورای عالی موسیقی، عضویت در هیئت موسیقی مقامی وزارت فرهنگ و ارشاد اسلامی، مسئول هنری جشنواره بزرگ موسیقی در آوینیون فرانسه، داوری در جشنواره‌های مختلف موسیقی، سخنرانی و اجراهای متعدد در داخل و خارج از کشور یاد کرد. بیانی در زمان ریاست علی معلم دامغانی، معاون هنری فرهنگستان هنر بود.
بیانی در تاریخ دهم بهمن‌ماه ۱۳۹۸ در سفری همراه با شاگردانش به منطقه کویری دچار مسمومیت شد و درگذشت.